# 塞內加爾脂鱨
塞內加爾脂鱨，為輻鰭魚綱鯰形目脂鱨科的其中一種，為熱帶淡水魚，分布於非洲尼羅河、尼日河、塞內加爾河、伏塔河、乍得湖流域，體長可達80公分，棲息在底層水域，以軟體動物、甲殼類及魚類為食，生活習性不明，可做為食用魚。